# Степовое (Носовский район)
Степовое (укр. Степове) — село в Носовском районе Черниговской области Украины. Население 173 человека. Занимает площадь 0,57 км².
Код КОАТУУ: 7423880505. Почтовый индекс: 17141. Телефонный код: +380 4642.

## Власть
Орган местного самоуправления — Анновский сельский совет. Почтовый адрес: 17151, Черниговская обл., Носовский р-н, с. Анновка, ул. Украинская, 5.